# Oscar Aagaard
Oscar Aagaard (4 tháng 7 năm 1855 - 4 tháng 5 năm 1936) là một nhà văn người Na Uy. Oscar Aagaard là em trai của linh mục và nhà văn Gustav Aagaard (1852–1927).

## Tác phẩm
- Paa Streiftog (In the Foray, 1893)
- Underlige fyre (Strange Guys, 1894)
- Fru Junos salon (Mrs. Juno's Salon, 1895)
- Farlige farvande (Dangerous Waters, 1896)
- Kaptein Heire og hans gutter (Captain Heire and His Boys, 1898)
- Martin Ligeglads meriter (Martin Ligeglad's Merits, 1899)
- Arboe & søn (Arboe & Son, 1900)
- Kakerlaker (Cockroaches, 1904)
- Kongen i kjælderen (The King in the Cellar, 1906)
- Hjertets Melodier (Melodies of the Heart, 1908)